# Partit Constitucional
El Partit Constitucional també anomenat Partit Conservador (de la Revolució de Setembre) va ser una agrupació política que va estar activa a Espanya a des del 1871. Es va crear després de l'escissió dels progressistes que va seguir la mort del general Prim. El Partit Constitucional va constituir el nucli del Partit Liberal de l'època de la Restauració. L'ala dreta del Partit Progressista i diversos escindits de la Unió Liberal es van organitzar sota la prefectura del general Serrano i de Sagasta.
El Partit Constitucional s'alternaria en el poder amb el Partit Radical durant el breu regnat d'Amadeu I de Savoia. Durant l'any 1874, el Partit Constitucional va tenir al seu càrrec bona part de la responsabilitat del govern. En 1875, el Partit Constitucional es va dividir: els dirigits per Manuel Alonso Martínez li van oferir col·laboració a Cánovas del Castillo en l'elaboració del text constitucional, mentre que la resta del partit va seguir defensant la vigència de la Constitució de 1869, expressió de les conquestes liberals de l'any anterior. El 1880, els constitucionals s'uniren a algunes destacades personalitats polítiques i formaren el Partit Liberal Fusionista, sota el lideratge de Sagasta.